# Jimmy Dickinson
Jimmy Dickinson, all'anagrafe James William Dickinson (Alton, 25 aprile 1925 – Alton, 8 novembre 1982), è stato un allenatore di calcio e calciatore inglese, di ruolo centrocampista, che giocò per tutta la sua carriera nel Portsmouth ed è tuttora il detentore del record di club del maggior numero di presenze in campionato, 764. Partecipò inoltre con la maglia della Nazionale inglese al Campionato mondiale di calcio del 1950 e del 1954.

## Carriera

### Giocatore

#### Club

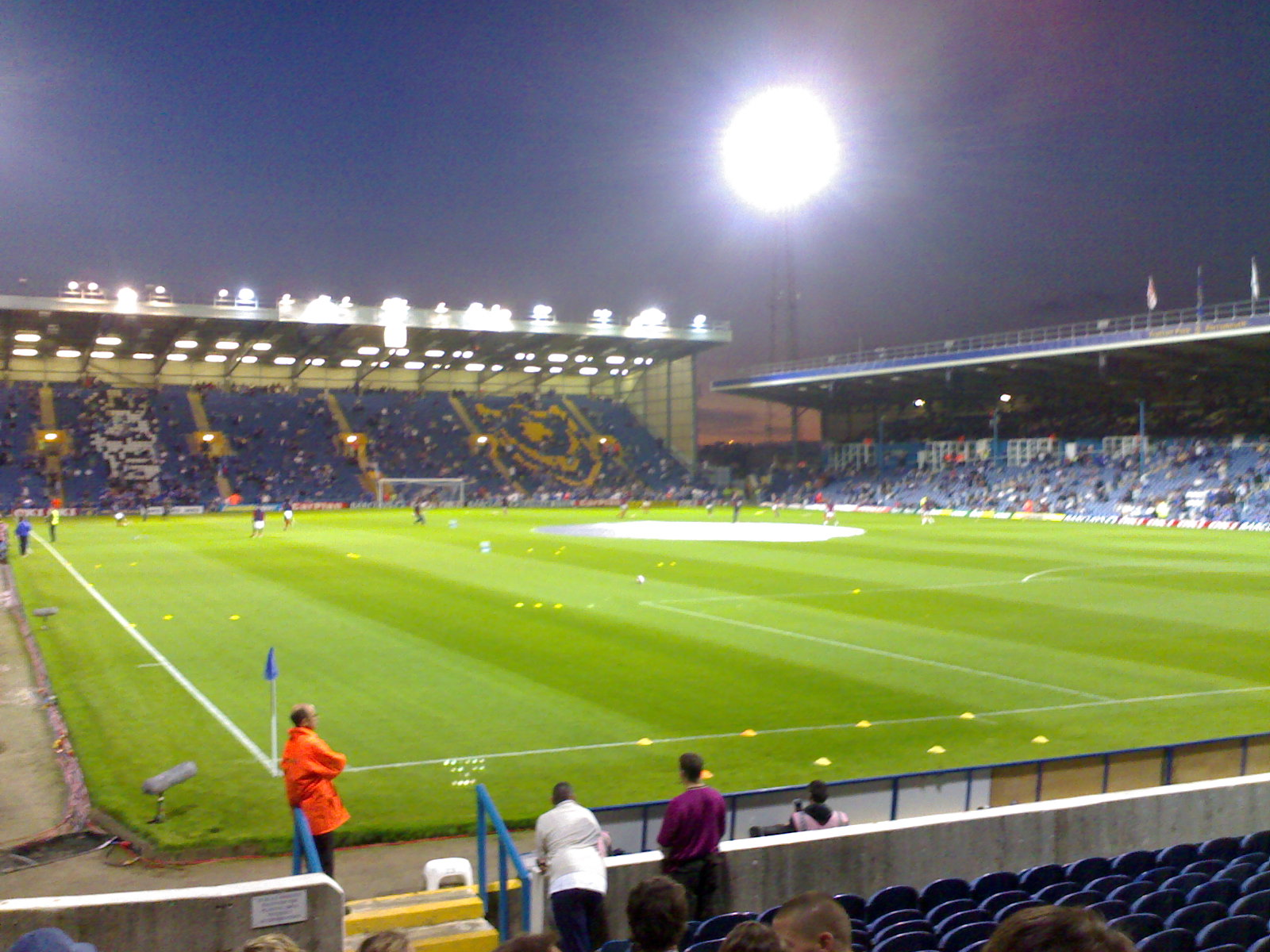
Fratton Park, stadio del Portsmouth: sulla sinistra è visibile il volto di Dickinson, formato dalle poltroncine bianche e nere, accanto allo stemma del club.

Dickinson cominciò a giocare a calcio nella squadra della sua città, l'Alton Youth Club, prima dello scoppio della seconda guerra mondiale, alla quale prese parte prestando servizio per tre anni nella Royal Navy. Alla fine del conflitto, firmò per il Portsmouth e debuttò nel 1946 durante una partita contro il Blackburn, occupando la posizione di ala sinistra (che occupò per buona parte della carriera, insieme a quella di interno sinistro). Diventato immediatamente titolare, fu parte della formazione che vinse due campionati consecutivi nel 1948-1949 e nel 1949-1950 e che colse il successo nel Community Shield del 1949. Negli anni successivi, il club rimase nelle posizioni alte della classifica (raggiungendo anche il terzo posto nel campionato 1954-1955) passando poi un periodo di crisi, culminato con la retrocessione in Second Division nel 1959. Dickinson rimase con i Pompey anche dopo l'ulteriore discesa in Third Division nel 1961, seguita l'anno dopo dall'immediata risalita nella seconda serie. Giocò la sua ultima partita nell'ultima giornata del campionato di seconda divisione del 1964-1965, gara pareggiata per 1-1 contro il Northampton Town, risultato che evitò al Portsmouth una nuova retrocessione.
In totale, Dickinson fece registrare 764 in campionato dove segnò 9 reti e nelle quali non venne mai ammonito o espulso: questa perfetta condotta di gara gli fece guadagnare il soprannome di Gentleman Jim. Le 764 presenze con la maglia di un solo club restarono un record fino agli anni ottanta, quando il limite venne superato da John Trollope che fece registrare 770 presenze con lo Swindon Town.

#### Nazionale
Le sue ottime prestazioni negli anni del dopoguerra gli valsero la convocazione in Nazionale nel 1949: esordì infatti il 18 maggio 1949 nella vittoria per 4-1 contro la Norvegia. Fu convocato sia per i Mondiali del 1950 tenutisi in Brasile, dove giocò le 3 partite giocate dall'Inghilterra, sia per il Campionato mondiale di calcio 1954 giocatosi in Svizzera, nel quale marcò tre presenze, compresa la partita dei quarti di finale nella quale la selezione inglese venne sconfitta ed eliminata dall'Uruguay. In totale, le sue presenze con la maglia della Nazionale maggiore furono 48, facendo di lui il giocatore del Portsmouth con il maggior numero di presenze in Nazionale. A queste vanno aggiunte 3 ulteriori presenze con la Inghilterra B, di cui 2 come capitano.

### Allenatore
Rimasto legato al club anche dopo il suo ritiro come calciatore (ricoprì infatti il ruolo di addetto alle pubbliche relazioni prima e di segretario poi), accettò nel maggio del 1977 il ruolo di allenatore, quando la squadra si trovava in Third Division. Rimase alla guida del club per sole due stagioni: nella prima il club riuscì a raggiungere la salvezza, ma nella seconda la squadra venne retrocessa in quarta divisione.

## Dopo il ritiro
Durante la sua carriera fu insignito dell'Ordine dell'Impero Britannico (MBE] nel 1964.
Solo pochi anni dopo l'abbandono della panchina del Portsmouth, fu colpito da tre infarti, morendo l'8 novembre 1982 all'età di 57 anni.
Nel 1998 fu inserito nella Football League 100 Legends, lista di calciatori elaborata per celebrare il centenario della Football League. In sua memoria gli è stata inoltre intitolata una via nei pressi del Fratton Park, stadio del Portsmouth.

## Statistiche

### Presenze e reti nei club
| Stagione          | Squadra           | Campionato        | Campionato | Campionato | Coppa Nazionale | Coppa Nazionale | Coppa Nazionale | Altre competizioni | Altre competizioni | Altre competizioni | Totale | Totale |
| Stagione          | Squadra           | Comp              | Pres       | Reti       | Comp            | Pres            | Reti            | Comp               | Pres               | Reti               | Pres   | Reti   |
| ----------------- | ----------------- | ----------------- | ---------- | ---------- | --------------- | --------------- | --------------- | ------------------ | ------------------ | ------------------ | ------ | ------ |
| 1946-1947         | Portsmouth        | FD                | 40         | 0          | FAC             | 2               | 0               | -                  | -                  | -                  | 42     | 0      |
| 1947-1948         | Portsmouth        | FD                | 42         | 0          | FAC             | 2               | 0               | -                  | -                  | -                  | 44     | 0      |
| 1948-1949         | Portsmouth        | FD                | 41         | 0          | FAC             | 5               | 0               | -                  | -                  | -                  | 46     | 0      |
| 1949-1950         | Portsmouth        | FD                | 40         | 0          | FAC             | 5               | 0               | -                  | -                  | -                  | 45     | 0      |
| 1950-1951         | Portsmouth        | FD                | 41         | 2          | FAC             | 1               | 0               | -                  | -                  | -                  | 42     | 2      |
| 1951-1952         | Portsmouth        | FD                | 40         | 0          | FAC             | 4               | 0               | -                  | -                  | -                  | 44     | 0      |
| 1952-1953         | Portsmouth        | FD                | 40         | 1          | FAC             | 2               | 0               | -                  | -                  | -                  | 42     | 1      |
| 1953-1954         | Portsmouth        | FD                | 40         | 1          | FAC             | 7               | 0               | -                  | -                  | -                  | 47     | 1      |
| 1954-1955         | Portsmouth        | FD                | 25         | 0          | FAC             | 0               | 0               | -                  | -                  | -                  | 25     | 0      |
| 1955-1956         | Portsmouth        | FD                | 39         | 1          | FAC             | 2               | 1               | -                  | -                  | -                  | 41     | 2      |
| 1956-1957         | Portsmouth        | FD                | 42         | 0          | FAC             | 2               | 0               | -                  | -                  | -                  | 44     | 0      |
| 1957-1958         | Portsmouth        | FD                | 42         | 2          | FAC             | 2               | 0               | -                  | -                  | -                  | 44     | 2      |
| 1958-1959         | Portsmouth        | FD                | 39         | 2          | FAC             | 4               | 0               | -                  | -                  | -                  | 43     | 2      |
| 1959-1960         | Portsmouth        | SD                | 42         | 0          | FAC             | 1               | 0               | -                  | -                  | -                  | 43     | 0      |
| 1960-1961         | Portsmouth        | SD                | 40         | 0          | FAC             | 1               | 0               | FLC                | 4                  | 0                  | 45     | 0      |
| 1961-1962         | Portsmouth        | TD                | 46         | 0          | FAC             | 1               | 0               | FLC                | 4                  | 0                  | 51     | 0      |
| 1962-1963         | Portsmouth        | SD                | 42         | 0          | FAC             | 5               | 0               | FLC                | 3                  | 0                  | 50     | 0      |
| 1963-1964         | Portsmouth        | SD                | 42         | 0          | FAC             | 2               | 0               | FLC                | 1                  | 0                  | 45     | 0      |
| 1964-1965         | Portsmouth        | SD                | 41         | 0          | FAC             | 2               | 0               | FLC                | 2                  | 0                  | 45     | 0      |
| Totale Portsmouth | Totale Portsmouth | Totale Portsmouth | 764        | 9          |                 | 50              | 1               |                    | 14                 | 0                  | 828    | 10     |

### Cronologia presenze e reti in nazionale
| Cronologia completa delle presenze e delle reti in nazionale ― Inghilterra | Cronologia completa delle presenze e delle reti in nazionale ― Inghilterra | Cronologia completa delle presenze e delle reti in nazionale ― Inghilterra | Cronologia completa delle presenze e delle reti in nazionale ― Inghilterra | Cronologia completa delle presenze e delle reti in nazionale ― Inghilterra | Cronologia completa delle presenze e delle reti in nazionale ― Inghilterra | Cronologia completa delle presenze e delle reti in nazionale ― Inghilterra | Cronologia completa delle presenze e delle reti in nazionale ― Inghilterra |
| Data                                                                       | Città                                                                      | In casa                                                                    | Risultato                                                                  | Ospiti                                                                     | Competizione                                                               | Reti                                                                       | Note                                                                       |
| -------------------------------------------------------------------------- | -------------------------------------------------------------------------- | -------------------------------------------------------------------------- | -------------------------------------------------------------------------- | -------------------------------------------------------------------------- | -------------------------------------------------------------------------- | -------------------------------------------------------------------------- | -------------------------------------------------------------------------- |
| 18-5-1949                                                                  | Oslo                                                                       | Norvegia                                                                   | 1 – 4                                                                      | Inghilterra                                                                | Amichevole                                                                 | -                                                                          |                                                                            |
| 22-5-1949                                                                  | Colombes                                                                   | Francia                                                                    | 1 – 3                                                                      | Inghilterra                                                                | Amichevole                                                                 | -                                                                          |                                                                            |
| 21-9-1949                                                                  | Liverpool                                                                  | Inghilterra                                                                | 0 – 2                                                                      | Irlanda                                                                    | Amichevole                                                                 | -                                                                          |                                                                            |
| 15-10-1949                                                                 | Cardiff                                                                    | Galles                                                                     | 1 – 4                                                                      | Inghilterra                                                                | Qual. Mondiali 1950                                                        | -                                                                          |                                                                            |
| 15-4-1950                                                                  | Glasgow                                                                    | Scozia                                                                     | 0 – 1                                                                      | Inghilterra                                                                | Qual. Mondiali 1950                                                        | -                                                                          |                                                                            |
| 14-5-1950                                                                  | Lisbona                                                                    | Portogallo                                                                 | 3 – 5                                                                      | Inghilterra                                                                | Amichevole                                                                 | -                                                                          |                                                                            |
| 18-5-1950                                                                  | Bruxelles                                                                  | Belgio                                                                     | 1 – 4                                                                      | Inghilterra                                                                | Amichevole                                                                 | -                                                                          |                                                                            |
| 25-6-1950                                                                  | Rio de Janeiro                                                             | Inghilterra                                                                | 2 – 0                                                                      | Cile                                                                       | Mondiali 1950 - 1º turno                                                   | -                                                                          |                                                                            |
| 29-6-1950                                                                  | Belo Horizonte                                                             | Inghilterra                                                                | 0 – 1                                                                      | Stati Uniti                                                                | Mondiali 1950 - 1º turno                                                   | -                                                                          |                                                                            |
| 2-7-1950                                                                   | Rio de Janeiro                                                             | Inghilterra                                                                | 0 – 1                                                                      | Spagna                                                                     | Mondiali 1950 - 1º turno                                                   | -                                                                          |                                                                            |
| 7-10-1950                                                                  | Belfast                                                                    | Irlanda del Nord                                                           | 1 – 4                                                                      | Inghilterra                                                                | Torneo Interbritannico                                                     | -                                                                          |                                                                            |
| 15-11-1950                                                                 | Sunderland                                                                 | Inghilterra                                                                | 4 – 2                                                                      | Galles                                                                     | Torneo Interbritannico                                                     | -                                                                          |                                                                            |
| 22-11-1950                                                                 | Londra                                                                     | Inghilterra                                                                | 2 – 2                                                                      | Jugoslavia                                                                 | Amichevole                                                                 | -                                                                          |                                                                            |
| 20-10-1951                                                                 | Cardiff                                                                    | Galles                                                                     | 1 – 1                                                                      | Inghilterra                                                                | Torneo Interbritannico                                                     | -                                                                          |                                                                            |
| 14-11-1951                                                                 | Birmingham                                                                 | Inghilterra                                                                | 2 – 0                                                                      | Irlanda del Nord                                                           | Torneo Interbritannico                                                     | -                                                                          |                                                                            |
| 28-11-1951                                                                 | Londra                                                                     | Inghilterra                                                                | 2 – 2                                                                      | Austria                                                                    | Amichevole                                                                 | -                                                                          |                                                                            |
| 5-4-1952                                                                   | Glasgow                                                                    | Scozia                                                                     | 1 – 2                                                                      | Inghilterra                                                                | Torneo Interbritannico                                                     | -                                                                          |                                                                            |
| 18-5-1952                                                                  | Firenze                                                                    | Italia                                                                     | 1 – 1                                                                      | Inghilterra                                                                | Amichevole                                                                 | -                                                                          |                                                                            |
| 25-5-1952                                                                  | Vienna                                                                     | Austria                                                                    | 2 – 3                                                                      | Inghilterra                                                                | Amichevole                                                                 | -                                                                          |                                                                            |
| 28-5-1952                                                                  | Zurigo                                                                     | Svizzera                                                                   | 0 – 3                                                                      | Inghilterra                                                                | Amichevole                                                                 | -                                                                          |                                                                            |
| 4-10-1952                                                                  | Belfast                                                                    | Irlanda del Nord                                                           | 2 – 2                                                                      | Inghilterra                                                                | Torneo Interbritannico                                                     | -                                                                          |                                                                            |
| 12-11-1952                                                                 | Londra                                                                     | Inghilterra                                                                | 5 – 2                                                                      | Galles                                                                     | Torneo Interbritannico                                                     | -                                                                          |                                                                            |
| 26-11-1952                                                                 | Londra                                                                     | Inghilterra                                                                | 5 – 0                                                                      | Belgio                                                                     | Amichevole                                                                 | -                                                                          |                                                                            |
| 18-4-1953                                                                  | Londra                                                                     | Inghilterra                                                                | 2 – 2                                                                      | Scozia                                                                     | Amichevole                                                                 | -                                                                          |                                                                            |
| 17-5-1953                                                                  | Buenos Aires                                                               | Argentina                                                                  | 0 – 0                                                                      | Inghilterra                                                                | Amichevole                                                                 | -                                                                          |                                                                            |
| 24-5-1953                                                                  | Santiago del Cile                                                          | Cile                                                                       | 1 – 2                                                                      | Inghilterra                                                                | Amichevole                                                                 | -                                                                          |                                                                            |
| 31-5-1953                                                                  | Montevideo                                                                 | Uruguay                                                                    | 2 – 1                                                                      | Inghilterra                                                                | Amichevole                                                                 | -                                                                          |                                                                            |
| 8-6-1953                                                                   | New York                                                                   | Stati Uniti                                                                | 3 – 6                                                                      | Inghilterra                                                                | Amichevole                                                                 | -                                                                          |                                                                            |
| 10-10-1953                                                                 | Cardiff                                                                    | Galles                                                                     | 1 – 4                                                                      | Inghilterra                                                                | Torneo Interbritannico                                                     | -                                                                          |                                                                            |
| 21-10-1953                                                                 | Londra                                                                     | Inghilterra                                                                | 4 – 4                                                                      | Europa                                                                     | Amichevole                                                                 | -                                                                          |                                                                            |
| 11-11-1953                                                                 | Liverpool                                                                  | Inghilterra                                                                | 3 – 1                                                                      | Irlanda del Nord                                                           | Torneo Interbritannico                                                     | -                                                                          |                                                                            |
| 25-11-1953                                                                 | Londra                                                                     | Inghilterra                                                                | 3 – 6                                                                      | Ungheria                                                                   | Amichevole                                                                 | -                                                                          |                                                                            |
| 3-4-1954                                                                   | Glasgow                                                                    | Scozia                                                                     | 2 – 4                                                                      | Inghilterra                                                                | Torneo Interbritannico                                                     | -                                                                          |                                                                            |
| 16-5-1954                                                                  | Belgrado                                                                   | Jugoslavia                                                                 | 1 – 0                                                                      | Inghilterra                                                                | Amichevole                                                                 | -                                                                          |                                                                            |
| 23-5-1954                                                                  | Budapest                                                                   | Ungheria                                                                   | 7 – 1                                                                      | Inghilterra                                                                | Amichevole                                                                 | -                                                                          |                                                                            |
| 17-6-1954                                                                  | Basilea                                                                    | Inghilterra                                                                | 4 – 4                                                                      | Belgio                                                                     | Mondiali 1954 - 1º turno                                                   | -                                                                          |                                                                            |
| 20-6-1954                                                                  | Berna                                                                      | Svizzera                                                                   | 0 – 2                                                                      | Inghilterra                                                                | Mondiali 1954 - 1º turno                                                   | -                                                                          |                                                                            |
| 26-6-1954                                                                  | Basilea                                                                    | Inghilterra                                                                | 2 – 4                                                                      | Uruguay                                                                    | Mondiali 1954 - Quarti di finale                                           | -                                                                          |                                                                            |
| 18-5-1955                                                                  | Madrid                                                                     | Spagna                                                                     | 1 – 1                                                                      | Inghilterra                                                                | Amichevole                                                                 | -                                                                          |                                                                            |
| 22-5-1955                                                                  | Porto                                                                      | Portogallo                                                                 | 3 – 1                                                                      | Inghilterra                                                                | Amichevole                                                                 | -                                                                          |                                                                            |
| 2-10-1955                                                                  | Copenaghen                                                                 | Danimarca                                                                  | 1 – 5                                                                      | Inghilterra                                                                | Amichevole                                                                 | -                                                                          |                                                                            |
| 22-10-1955                                                                 | Cardiff                                                                    | Galles                                                                     | 2 – 1                                                                      | Inghilterra                                                                | Torneo Interbritannico                                                     | -                                                                          |                                                                            |
| 2-11-1955                                                                  | Londra                                                                     | Inghilterra                                                                | 3 – 0                                                                      | Irlanda del Nord                                                           | Torneo Interbritannico                                                     | -                                                                          |                                                                            |
| 30-11-1955                                                                 | Londra                                                                     | Inghilterra                                                                | 4 – 1                                                                      | Spagna                                                                     | Amichevole                                                                 | -                                                                          |                                                                            |
| 14-4-1956                                                                  | Glasgow                                                                    | Scozia                                                                     | 1 – 1                                                                      | Inghilterra                                                                | Torneo Interbritannico                                                     | -                                                                          |                                                                            |
| 14-11-1956                                                                 | Londra                                                                     | Inghilterra                                                                | 3 – 1                                                                      | Galles                                                                     | Torneo Interbritannico                                                     | -                                                                          |                                                                            |
| 26-11-1956                                                                 | Londra                                                                     | Inghilterra                                                                | 3 – 0                                                                      | Jugoslavia                                                                 | Amichevole                                                                 | -                                                                          |                                                                            |
| 5-12-1956                                                                  | Wolverhampton                                                              | Inghilterra                                                                | 5 – 2                                                                      | Danimarca                                                                  | Qual. Mondiali 1958                                                        | -                                                                          |                                                                            |
| Totale                                                                     |                                                                            | Presenze                                                                   | 48                                                                         |                                                                            | Reti                                                                       | 0                                                                          |                                                                            |

## Palmarès

### Club
- Campionato inglese: 2

Portsmouth: 1948-1949, 1949-1950
- Charity Shield: 2

Portsmouth: 1949
Inghilterra: 1950